# Florence Steurer
Florence Steurer, född 1 november 1949 i Lyon, är en fransk före detta alpin skidåkare.
Steurer blev olympisk bronsmedaljör i slalom vid vinterspelen 1972 i Sapporo.